# Louis Rebisso

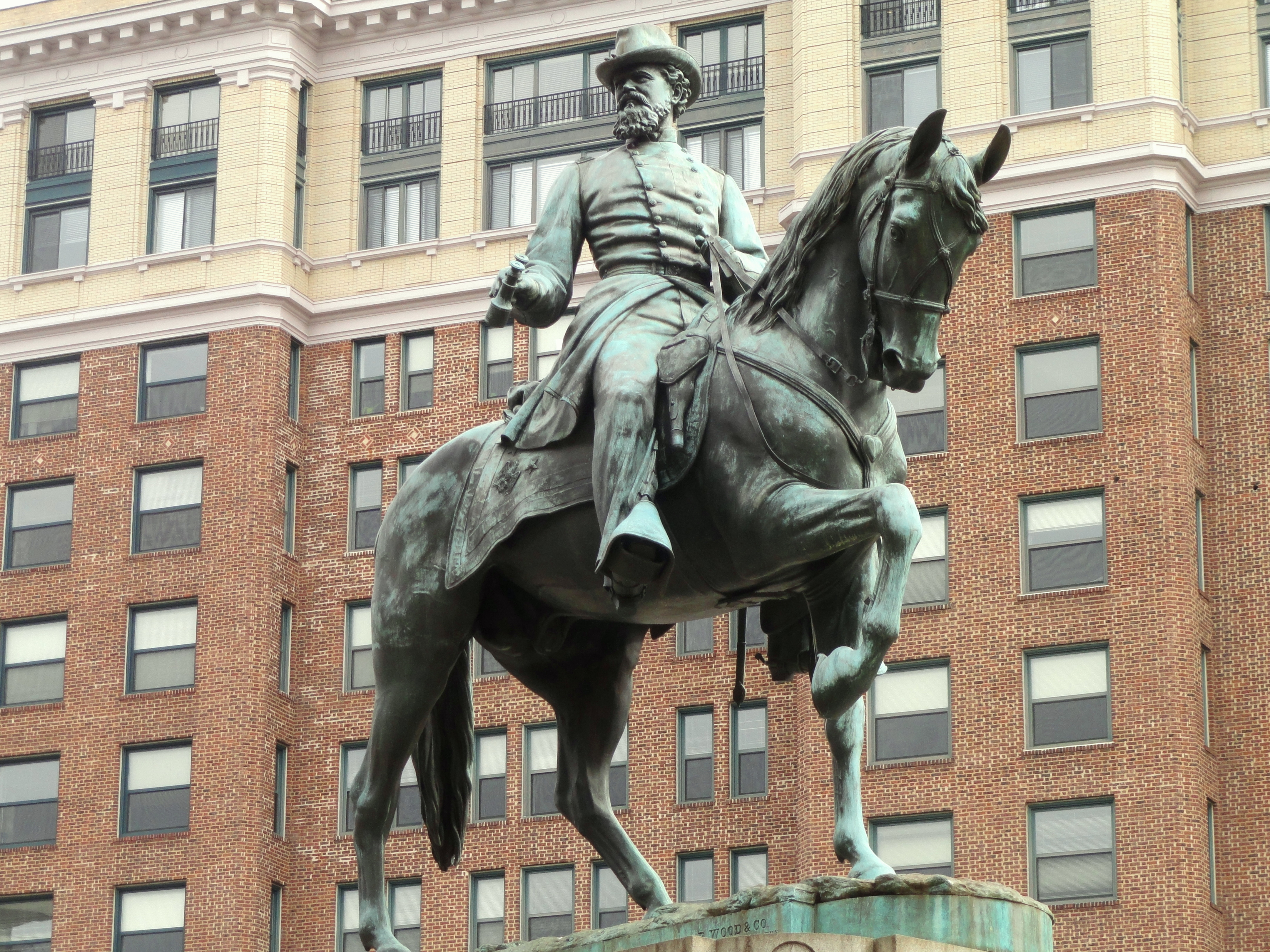
Reiterstandbild von General James B. McPherson von Louis Rebisso, auf dem McPherson Square, Washington, D. C.

Louis Thomas Rebisso (* 23. April 1837 in Genua, Italien; † 2. Mai 1899 in Norwood, Ohio) war ein US-amerikanischer Bildhauer italienischer Abstammung und Dozent an der McMicken School of Design (später Cincinnati Art Academy). Rebisso lebte und arbeitete hauptsächlich in Cincinnati, Ohio. Louis T. Rebisso war eine zentrale Figur in der künstlerischen und kunsthandwerklichen Entwicklung Cincinnatis im späten 19. Jahrhundert. Sein Werk verbindet die klassische europäische Bildhauerei mit der kulturellen Dynamik des amerikanischen Mittleren Westens.

## Leben
Louis Rebisso wuchs in einer wohlhabenden Familie in Genua auf und studierte Bildhauerei bei Professor Rubalto und an der Kunstakademie bei Giovanni Dupré. Im Alter von 20 Jahren schloss er sich der Bewegung Giuseppe Mazzinis für die Errichtung einer italienischen Republik an. Nach dem Scheitern dieser Bestrebungen musste Louis Rebisso Italien verlassen. Obwohl sein einflussreicher Vater ihm Schutz und Asyl in Frankreich anbot, emigrierte Louis Rebisso in die Vereinigten Staaten. Nach einem Aufenthalt in Boston ließ er sich 1870 in Cincinnati nieder. Von 1870 bis 1895 wohnte Louis Rebisso in Walnut Hills. Ab 1873 betrieb er eine Werkstatt, die mindestens bis 1897 in Betrieb war. Anfang der 1870er Jahre wurde er Mitglied des Lehrkörpers der 1869 gegründeten McMicken School of Drawing and Design, die 1884 in Cincinnati Art Academy umbenannt und 1887 auf das Gelände des Cincinnati Art Museum verlegt wurde. Rebisso unterrichtete dort bis zu seinem Tod Modellieren und Bildhauerei.
Neben seiner Lehrtätigkeit war Louis Rebisso als freischaffender Künstler tätig. Ab 1876 arbeitete er zeitweise mit Thomas O’Hare zusammen. 1878 gründete er zusammen mit dem deutschen Bildhauer August Mundhenk und dem Bronzegießer Conrad Walther die Cincinnati Art Foundry. Die Gießerei war damals die einzige westlich der Allegheny Mountains, die auf Kunstguss spezialisiert war.

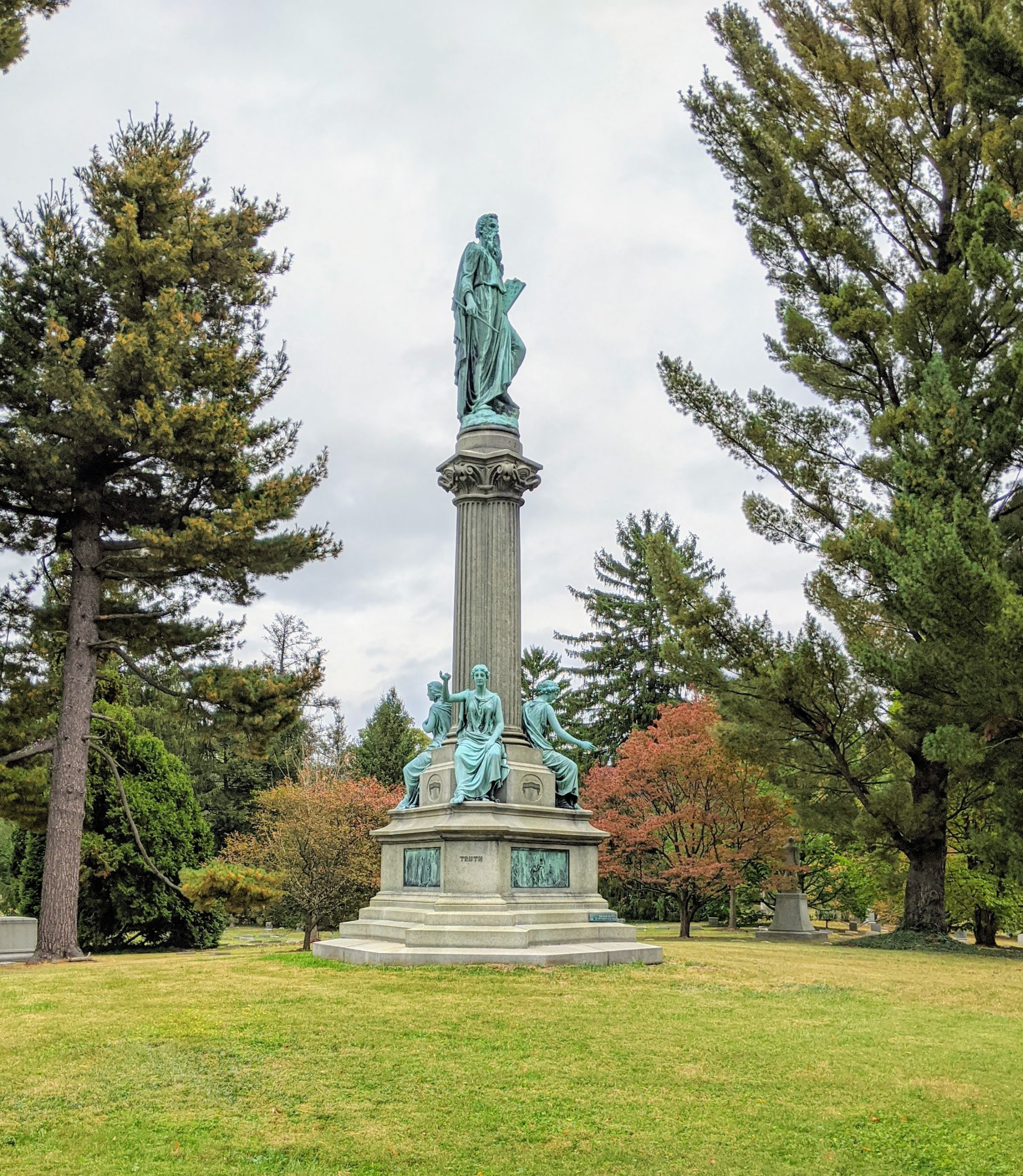
Louis Rebisso: Odd Fellows Monument, Spring Grove Cemetery, 1881

Louis Rebisso war auch Mitglied sozialer und freimaurerischer Vereinigungen. Er trat dem Independent Order of Odd Fellows (IOOF) bei, während seine Frau der Rebekah Lodge in Walnut Hills angehörte. Für die Odd Fellows entwarf er ein Denkmal auf dem Spring Grove Cemetery, das 1881 eingeweiht wurde. Das Odd Fellows Monument besteht ausschließlich aus Granit und Bronze und erreicht eine Höhe von über 30 Fuß. Die Gestaltung folgt einer dreifachen Symbolik: Ein dreieckiger Sockel mit den Tugenden „Wahrheit“, „Liebe“ und „Freundschaft“ trägt drei bronzene Sitzfiguren dieser Tugenden. Zwischen den Sitzflächen befinden sich Inschriften mit den Aufgaben „Besucht die Kranken“, „Helft den Bedrängten“ und „Bestattet die Toten“. Darüber erhebt sich eine dreifach kannelierte Säule mit korinthischen Kapitellen. Gekrönt wird das Denkmal von einer zehn Fuß hohen Bronzefigur des Moses mit den Gesetzestafeln. Am Sockel befinden sich drei rechteckige Bronzereliefs mit Szenen aus dem Alten Testament sowie eine Signaturtafel mit der Inschrift: „Rebisso, Mundhenk & Co. Cincinnati, O.“
Louis Rebisso war zudem ein einflussreicher Lehrer; zu seinen Schülern zählten unter anderem William Jacob Baer, Clement Barnhorn, Solon Borglum, Janet Scudder, Mary Chase Perry, Louise Lawson, Enid Yandell, Anna Marie Valentien und Eli Harvey.

## Werk
Louis Rebisso ist vor allem für seine großformatigen Bronzeskulpturen bekannt, insbesondere für Reiterstandbilder.
Zu seinen bedeutendsten Werken zählen:
- William Henry Harrison Statue: Diese Bronzestatue befindet sich im Piatt Park in Cincinnati, Ohio.
- General James B. McPherson Statue: Ein Reiterstandbild in McPherson Square, Washington, D.C.
- Ulysses S. Grant Memorial: Diese Statue steht am südlichen Eingang des Lincoln Park Zoo in Chicago, Illinois.